# Остерфельд (Оберхаузен)
Остерфельд (нем. Osterfeld) — административный район города Оберхаузен (Германия, федеральная земля Северный Рейн-Вестфалия). Имея площадь около 11 км² и население около 40 тыс. человек Остерфельд является наименьшим из трех административных районов Оберхаузена.

В состав Остерфельда входят городские подрайоны Айзенхайм, Клостерхардт, Остерфельд-Хайде, Ротебуш, Стеммерсберг, Такенберг, Фондерн, Фондерорт.

На севере и востоке Остерфельд граничит с городом Ботроп, на западе — с административным районом Штеркраде, на юге естественной границей является река Эмшер.

## История
Впервые место по имени Оштеруельде упоминается в 1047 году. Вплоть до начала XIX века место оставалось поселением из нескольких крестьянских дворов, практически не имеющим транспортной связи с близлежащими городами. Только в ходе индустриализации поселение начинает разрастаться за пределы старого ядра, которое сформировалось вокруг церкви Святого Панкратия, которая впервые упоминалась ещё в 1146 году. В 1757—1758 годах в поселке Клостерхардт было открыто сталеплавильное производство на металлургическом заводе Святого Антония. Вслед за этим одна за другой открываются шахта Остерфельд, шахта Фондерн и шахта Якоби. В последующем при шахтах начали открываться коксовые заводы. Рост количества рабочих мест привел к быстрому росту численности населения — так в период с 1837 по 1906 год население Остерфельда выросло с 694 до 23 700 жителей. О половине пасхальных полей Население жил между тем в северных районах, в то время как старое местное ядро попадало все больше в «южное положение на периферии».

До 1811 года Остерфельд входил в состав округа Фест Реклингхаузен, но при Наполеоне Бонапарте передается в подчинение муниципалитета города Ботроп. В 1815 году после Венского конгресса Остерфельд входит в состав прусской провинции Вестфалия.

В 1891 году Остерфельд обретает самостоятельность и выходит из состава Ботропа. 17 июня 1921 года Остерфельд получает статус города. 29 июля 1929 года Остерфельд в рамках областной реформы рейнско-вестфальского промышленного региона вместе со Штеркраде и Альт-Оберхаузеном входят в состав новообразованного города — Оберхаузен. При этом восточная часть Остерфельда — Фондерорт — частично вошла в состав города Ботроп.

## Достопримечательности
В районе Фондерн находится замок Бург Фондерн, основанный в XII веке. Недалеко от замка расположен старый частично восстановленный рабочий поселок шахты Фондерн.

В районе Айзенхайм расположен старейший рабочий поселок Рурской области. В здании бывшей прачечной находится музей Айзенхайма.

В районе Клостерхардт находится здание бывшей конторы и раскопки производственных зданий металлургического завода Святого Антония, который считается колыбелью сталелитейной и угледобывающей индустрии в области Рура. Уже несколько лет это как в этом здании находится музей шахты Святого Антония. Этот музей является филиалом Индустриального музея Оберхаузена.

На территории старой шахты Остерфельд в 1999 году в рамках проведения садовой выставки федеральной земли Северный Рейн — Вестфалия был разбит ландшафтный парк OLGA-парк (нем.  Oberhausen Landschafts Gartenanlage). На границе с городом Ботроп находится лесопарк Фондерорт. На территории бывшей шахты Якоби находится поле для гольфа.

## Транспорт
При сооружении железнодорожного пути Кёльн-Минден в 1873 году через Остерфельд был проложен участок Дуйсбург-Рурорт-Дортмунд. В 1879 году на этом участке была сооружена железнодорожная станция Остерфельд-Зюд.

 Через южную часть Остерфельда проходит федеральная автомагистраль A42 Камп-Линтфорт—Дуйсбург.